# Peñalver
Peñalver è un comune spagnolo di 154 abitanti (2022) situato nella comunità autonoma di Castiglia-La Mancia.